# پردیس پورعابدینی
پردیس پورعابدینی (زادهٔ ۲۲ فروردین ۱۳۷۹) بازیگر اهل ایران است. او فعالیت خود را با بازی در مجموعهٔ آقازاده (۱۳۹۸–۱۳۹۹) آغاز کرد که برای آن نامزد جایزه حافظ شد و به شهرت رسید. او برای بازی در فیلم غریب (۱۴۰۱) برندهٔ سیمرغ بهترین بازیگر نقش اول زن شد.

## فیلم‌شناسی

### فیلم
| سال  | عنوان   | کارگردان       |
| ---- | ------- | -------------- |
| ۱۳۹۹ | خائن‌کشی | مسعود کیمیایی  |
| ۱۴۰۰ | غریزه   | سیاوش اسعدی    |
| ۱۴۰۰ | بی‌مادر  | مرتضی فاطمی    |
| ۱۴۰۱ | غریب    | محمدحسین لطیفی |

### نمایش خانگی
| سال       | نام سریال  | کارگردان     |
| --------- | ---------- | ------------ |
| ۱۳۹۹–۱۳۹۸ | آقازاده    | بهرنگ توفیقی |
| ۱۴۰۲      | گناه فرشته | حامد عنقا    |

## جوایز و نامزدی‌ها
| جایزه            | سال  | شاخه                                    | کار نامزدشده | نتیجه    | منابع |
| ---------------- | ---- | --------------------------------------- | ------------ | -------- | ----- |
| جشن حافظ         | ۱۴۰۳ | بهترین بازیگر زن درام                   | گناه فرشته   | نامزدشده | [ ۳ ] |
| جشنواره فیلم فجر | ۱۴۰۱ | بهترین بازیگر نقش اول زن                | غریب         | برنده    | [ ۴ ] |
| جشن حافظ         | ۱۳۹۹ | بهترین بازیگر زن – سریال تلویزیونی درام | آقازاده      | نامزدشده | [ ۵ ] |